# 경북드론고등학교
경북드론고등학교(慶北드론高等學校)는 대한민국 경상북도 청도군 풍각면 송서리에 있는 공립 고등학교이다.

## 학교 연혁
- 1967년 10월 5일 : 풍각농업고등학교 3학급 인가
- 1968년 3월 5일 : 풍각농업고등학교 초대 김종갑 교장 취임
- 1985년 3월 1일 : 풍각종합고등학교 개편(보통과 신설)
- 1993년 3월 1일 : 청도전자공업고등학교로 개편
- 1999년 7월 28일 : 청도전자고등학교로 특성화고 인가 계 4학급 120명 전자과 2학급(60명), 멀티미디어과 2학급(60명)
- 2000년 3월 1일 : 청도전자고등학교로 교명 개편
- 2017년 3월 2일 : 경북 산학일체형 도제학교 선정
- 2019년 3월 1일 : 경북드론고등학교로 교명 개편
- 2020년 3월 1일 : 드론전자과 4학급, 특수학급 1학급 증설
- 2021년 3월 2일 : 2021학년 특성화고 혁신지원사업 선정
- 2021년 3월 2일 : 직업계고 학점제 선도학교
- 2021년 10월 12일 : 국토교통부 지정 드론 전문교육기관 지정
- 2022년 3월 1일 : 드론전자과 2학급, 드론전기과 2학급 개편
- 2023년 9월 1일 : 제25대 오병태 교장 취임
- 2024년 1월 4일 : 제54회 졸업식(44명 졸업, 졸업생 총수 5,393명)

## 설치 학과
- 드론전기과
- 드론전자과

## 참고 자료
- 경북드론고등학교 - 한국교육학술정보원 학교알리미
- 이 학교는 오지 않는것을 추천드립니다.